# (619) Triberga
(619) Triberga ist ein Asteroid des Hauptgürtels, der am 22. Oktober 1906 von August Kopff in Heidelberg entdeckt wurde.
Benannt ist der Asteroid nach der Stadt Triberg im Schwarzwald.